# Dance Dance Dance (prima edizione)
La prima edizione di Dance Dance Dance è stata trasmessa dal 21 dicembre 2016 in prima tv su Fox Tv.
I Dance Off sono stati disputati all'inizio delle varie puntate con le due coppie ultime in classifica della puntata precedente. Per tale motivo le tre puntate iniziate con sfide non hanno avuto un'introduzione da parte del corpo di ballo. Alcune puntate non hanno decretato nessuna eliminazione.

## Concorrenti
| Formazione | Formazione                     | Formazione | Formazione                     | Esito                      |
| ---------- | ------------------------------ | ---------- | ------------------------------ | -------------------------- |
|            | Clara "Clari" Alonso attrice   |            | Diego Domínguez attore         | Vincitori                  |
|            | Claudia Gerini attrice         |            | Massimiliano "Max" Vado attore | Finalisti                  |
|            | Raniero Monaco di Lapio attore |            | Beatrice Olla attrice          | Eliminati alla 11ª puntata |
|            | Tania Cagnotto tuffatrice      |            | Giovanni Tocci tuffatore       | Eliminati alla 8ª puntata  |
|            | Chiara Nasti fashion blogger   |            | Roberto De Rosa influencer     | Eliminati alla 5ª puntata  |
|            | Mirco Bergamasco rugbista      |            | Ati Safavi giornalista         | Eliminati alla 3ª puntata  |

## Tabella delle eliminazioni
Coppia vincitrice del programma
    Coppia prima in classifica
    Coppia eliminata dalla gara
    Coppia non in gara
    Coppia a rischio Dance Off
|                    | S1      | S2      | S3                  | S4      | S5                    | S6      | S7      | S8                  | S9      | S10      | S11     | Finale  |
| ------------------ | ------- | ------- | ------------------- | ------- | --------------------- | ------- | ------- | ------------------- | ------- | -------- | ------- | ------- |
| Clara & Diego      | 1° 24.0 | 2° 44.0 | 1° 22.5             | 2° 44.0 | 1° 25.0               | 1° 70.0 | 3° 38.0 | 1° 22.0             | 2° 71.0 | 1° 122.0 | –       | 1° 85.5 |
| Claudia & Max      | 2° 23.0 | 1° 46.0 | 1° 22.5             | 1° 47.0 | 3° 22.0               | 2° 68.5 | 2° 41.5 | 3° 19.5             | 1° 72.0 | 2° 118.0 | 1° 75.0 | 2° 85.0 |
| Raniero & Beatrice | 4° 20.0 | 3° 40.5 | 3° 21.0             | 4° 38.5 | 2° 23.0               | 3° 66.0 | 1° 47.0 | 2° 21.5             | 3° 67.5 | 3° 110.5 | 2° 73.5 |         |
| Tania & Giovanni   | 3° 22.0 | 5° 38.5 | 5° 17.5             | 3° 40.5 | 4° 19.0               | 4° 64.5 | –       | Eliminati           |         |          |         |         |
| Chiara & Roberto   | 5° 19.0 | 4° 39.0 | 4° 19.0             | 5° 35.0 | Eliminati             |         |         |                     |         |          |         |         |
| Mirco & Ati        | 5° 19.0 | 6° 33.5 | Eliminati           |         |                       |         |         |                     |         |          |         |         |
| Dance Off          |         |         |                     |         |                       |         |         |                     |         |          |         |         |
| Salvi              |         |         | Tania Giovanni 20.0 |         | Raniero Beatrice 20.5 |         |         | Clara Diego 27.0    |         |          |         |         |
| Eliminati          |         |         | Mirco Ati 18.0      |         | Chiara Roberto 18.0   |         |         | Tania Giovanni 25.5 |         |          |         |         |

## Dettaglio puntate

### Settimana 1
21 dicembre
Intro: Scream & Shout – will.i.am e Britney Spears
| Ordine | Coppia             | Canzone                                                             | Punteggio dei giudici | Punteggio dei giudici | Punteggio dei giudici | Punteggio totale |
| Ordine | Coppia             | Canzone                                                             | Tommasini             | Steffens              | Incontrada            | Punteggio totale |
| ------ | ------------------ | ------------------------------------------------------------------- | --------------------- | --------------------- | --------------------- | ---------------- |
| 1      | Tania & Giovanni   | Everybody (Backstreet's Back) – Backstreet Boys                     | 7.0                   | 8.0                   | 7.0                   | 22.0             |
| 2      | Raniero & Beatrice | The Time of My Life – Bill Medley e Jennifer Warnes (Dirty Dancing) | 6.0                   | 8.0                   | 6.0                   | 20.0             |
| 3      | Chiara & Roberto   | Bootylicious – Destiny's Child                                      | 5.0                   | 7.0                   | 7.0                   | 19.0             |
| 4      | Claudia & Max      | Candyman – Christina Aguilera                                       | 7.0                   | 8.0                   | 8.0                   | 23.0             |
| 5      | Mirco & Ati        | Beat It – Michael Jackson                                           | 5.0                   | 7.0                   | 7.0                   | 19.0             |
| 6      | Clara & Diego      | Uptown Funk – Bruno Mars/Formation – Beyoncé (Super Bowl 50)        | 6.0                   | 9.0                   | 9.0                   | 24.0             |

### Settimana 2
28 dicembre
Intro: Io ti aspetto – Marco Mengoni (DJ Ross e Max Savietto remix)
| Ordine | Coppia  | Canzone                                 | Punteggio dei giudici | Punteggio dei giudici | Punteggio dei giudici | Punteggio totale | Totale (S1+S2) |
| Ordine | Coppia  | Canzone                                 | Tommasini             | Steffens              | Incontrada            | Punteggio totale | Totale (S1+S2) |
| ------ | ------- | --------------------------------------- | --------------------- | --------------------- | --------------------- | ---------------- | -------------- |
| 1      | Claudia | Run the World (Girls) – Beyoncé         | 6.5                   | 8.0                   | 8.5                   | 23.0             | 46.0           |
| 2      | Diego   | Bad – Michael Jackson                   | 5.5                   | 7.5                   | 7.0                   | 20.0             | 44.0           |
| 3      | Mirco   | Rock Your Body – Justin Timberlake      | 3.5                   | 5.5                   | 5.5                   | 14.5             | 33.5           |
| 4      | Tania   | Shake It Off – Taylor Swift             | 5.0                   | 5.5                   | 6.0                   | 16.5             | 38.5           |
| 5      | Raniero | Men in Black – Will Smith               | 6.0                   | 8.0                   | 6.5                   | 20.5             | 40.5           |
| 6      | Chiara  | Problem – Ariana Grande ft. Iggy Azalea | 5.0                   | 8.0                   | 7.0                   | 20.0             | 39.0           |

### Settimana 3
4 gennaio
| Ordine    | Coppia             | Canzone                                           | Punteggio dei giudici | Punteggio dei giudici | Punteggio dei giudici | Punteggio totale |
| Ordine    | Coppia             | Canzone                                           | Tommasini             | Steffens              | Incontrada            | Punteggio totale |
| --------- | ------------------ | ------------------------------------------------- | --------------------- | --------------------- | --------------------- | ---------------- |
| 1         | Clara & Diego      | Love Yourself – Justin Bieber                     | 6.0                   | 8.5                   | 8.0                   | 22.5             |
| 2         | Claudia & Max      | Lean On – Major Lazer e DJ Snake ft. MØ           | 6.0                   | 8.0                   | 8.5                   | 22.5             |
| 3         | Raniero & Beatrice | Footloose – Kenny Loggins (Footloose)             | 5.0                   | 8.0                   | 8.0                   | 21.0             |
| 4         | Chiara & Roberto   | Me Against the Music – Britney Spears ft. Madonna | 6.0                   | 6.5                   | 6.5                   | 19.0             |
| 5         | Tania & Giovanni   | Naughty Girl – Beyoncé                            | 5.0                   | 6.0                   | 6.5                   | 17.5             |
| Dance Off |                    |                                                   |                       |                       |                       |                  |
| 1         | Mirco & Ati        | Jai Ho! (You Are My Destiny) – Pussycat Dolls     | 5.5                   | 6.5                   | 6.0                   | 18.0             |
| 2         | Tania & Giovanni   | Party Rock Anthem – LMFAO                         | 6.0                   | 7.0                   | 7.0                   | 20.0             |

### Settimana 4
11 gennaio
Intro: Ti porto via con me – Jovanotti e Benny Benassi
| Ordine | Coppia  | Canzone                                                    | Punteggio dei giudici | Punteggio dei giudici | Punteggio dei giudici | Punteggio totale | Totale (S3+S4) |
| Ordine | Coppia  | Canzone                                                    | Tommasini             | Steffens              | Incontrada            | Punteggio totale | Totale (S3+S4) |
| ------ | ------- | ---------------------------------------------------------- | --------------------- | --------------------- | --------------------- | ---------------- | -------------- |
| 1      | Claudia | Vogue – Madonna                                            | 8.0                   | 8.5                   | 8.0                   | 24.5             | 47.0           |
| 2      | Raniero | Treasure – Bruno Mars                                      | 5.0                   | 7.0                   | 5.5                   | 17.5             | 38.5           |
| 3      | Chiara  | Show Me How You Burlesque – Christina Aguilera (Burlesque) | 4.0                   | 6.0                   | 6.0                   | 16.0             | 35.0           |
| 4      | Clara   | Sorry – Justin Bieber                                      | 6.0                   | 8.0                   | 7.5                   | 21.5             | 44.0           |
| 5      | Tania   | Love on Top – Beyoncé                                      | 7.5                   | 8.0                   | 7.5                   | 23.0             | 40.5           |

### Settimana 5
18 gennaio
| Ordine    | Coppia             | Canzone                                                       | Punteggio dei giudici | Punteggio dei giudici | Punteggio dei giudici | Punteggio totale |
| Ordine    | Coppia             | Canzone                                                       | Tommasini             | Steffens              | Incontrada            | Punteggio totale |
| --------- | ------------------ | ------------------------------------------------------------- | --------------------- | --------------------- | --------------------- | ---------------- |
| 1         | Clara & Diego      | Scream – Michael Jackson ft. Janet Jackson                    | 7.0                   | 9.0                   | 9.0                   | 25.0             |
| 2         | Tania & Giovanni   | #thatPOWER – will.i.am ft. Justin Bieber                      | 6.0                   | 7.5                   | 5.5                   | 19.0             |
| 3         | Claudia & Max      | Santa Maria (Del Buen Ayre) – Gotan Project (Shall We Dance?) | 6.0                   | 7.5                   | 8.5                   | 22.0             |
| 4         | Raniero & Beatrice | Thinking Out Loud – Ed Sheeran                                | 7.0                   | 8.0                   | 8.0                   | 23.0             |
| Dance Off |                    |                                                               |                       |                       |                       |                  |
| 1         | Raniero & Beatrice | Uptown Funk – Mark Ronson ft. Bruno Mars                      | 6.0                   | 7.0                   | 7.5                   | 20.5             |
| 2         | Chiara & Roberto   | Black and Gold – Sam Sparro (Fame - Saranno famosi)           | 6.0                   | 6.0                   | 6.0                   | 18.0             |

### Settimana 6
25 gennaio
Intro: Lo stadio – Tiziano Ferro
| Ordine | Coppia   | Canzone                                       | Punteggio dei giudici | Punteggio dei giudici | Punteggio dei giudici | Punteggio totale | Totale (S5+S6) |
| Ordine | Coppia   | Canzone                                       | Tommasini             | Steffens              | Incontrada            | Punteggio totale | Totale (S5+S6) |
| ------ | -------- | --------------------------------------------- | --------------------- | --------------------- | --------------------- | ---------------- | -------------- |
| 1      | Tania    | I Wanna Dance with Somebody – Whitney Houston | 6.0                   | 7.5                   | 8.0                   | 21.5             | 40.5           |
| 2      | Clara    | ...Baby One More Time – Britney Spears        | 7.0                   | 7.0                   | 7.5                   | 21.5             | 46.5           |
| 3      | Max      | Jailhouse Rock – Elvis Presley                | 6.0                   | 7.5                   | 6.5                   | 20.0             | 42.0           |
| 4      | Raniero  | You Rock My World – Michael Jackson           | 5.0                   | 6.5                   | 7.0                   | 18.5             | 41.5           |
|        |          |                                               |                       |                       |                       |                  |                |
| 5      | Giovanni | U Can't Touch This – MC Hammer                | 8.0                   | 8.0                   | 8.0                   | 24.0             | 64.5           |
| 6      | Diego    | What Do You Mean? – Justin Bieber             | 7.0                   | 8.5                   | 8.0                   | 23.5             | 70.0           |
| 7      | Claudia  | Crazy in Love – Beyoncé ft. Jay-Z             | 9.0                   | 8.5                   | 9.0                   | 26.5             | 68.5           |
| 8      | Beatrice | Umbrella – Rihanna ft. Jay-Z                  | 8.0                   | 9.0                   | 7.5                   | 24.5             | 66.0           |

### Settimana 7
1 febbraio
Intro: Ti prendo e ti porto via – Vasco Rossi
| Ordine | Coppia             | Canzone                                                                           | Punteggio dei giudici | Punteggio dei giudici | Punteggio dei giudici | Punteggio totale | Totale S7 |
| Ordine | Coppia             | Canzone                                                                           | Tommasini             | Steffens              | Incontrada            | Punteggio totale | Totale S7 |
| ------ | ------------------ | --------------------------------------------------------------------------------- | --------------------- | --------------------- | --------------------- | ---------------- | --------- |
| 1      | Clara & Diego      | A Little Less Conversation – Elvis Presley e Junkie XL                            | 6.0                   | 6.5                   | 6.0                   | 18.5             |           |
| 1      | Claudia & Max      | A Little Less Conversation – Elvis Presley e Junkie XL                            | 7.0                   | 7.0                   | 7.0                   | 21.0             |           |
| 1      | Raniero & Beatrice | A Little Less Conversation – Elvis Presley e Junkie XL                            | 7.0                   | 6.5                   | 7.0                   | 20.5             |           |
|        |                    |                                                                                   |                       |                       |                       |                  |           |
| 2      | Clara & Diego      | El Tango de Roxanne – José Feliciano, Ewan McGregor e Jacek Koman (Moulin Rouge!) | 5.0                   | 7.5                   | 7.0                   | 19.5             | 38.0      |
| 3      | Claudia & Max      | You're the One That I Want – John Travolta e Olivia Newton-John (Grease)          | 6.0                   | 7.5                   | 7.0                   | 20.5             | 41.5      |
| 4      | Raniero & Beatrice | Try – Pink (cantante)                                                             | 8.0                   | 9.0                   | 9.5                   | 27.5             | 47.0      |

### Settimana 8
15 febbraio
Intro: L'anima vola – Elisa (Gabry Ponte remix)
| Ordine    | Coppia             | Canzone                                                    | Punteggio dei giudici | Punteggio dei giudici | Punteggio dei giudici | Punteggio totale |
| Ordine    | Coppia             | Canzone                                                    | Tommasini             | Steffens              | Incontrada            | Punteggio totale |
| --------- | ------------------ | ---------------------------------------------------------- | --------------------- | --------------------- | --------------------- | ---------------- |
| 1         | Raniero & Beatrice | Revolution – Diplo (Step Up: All In)                       | 6.5                   | 7.0                   | 8.0                   | 21.5             |
| 2         | Claudia & Max      | Remember My Name – Naturi Naughton (Fame - Saranno famosi) | 6.0                   | 7.0                   | 6.5                   | 19.5             |
| 3         | Clara & Diego      | The Get Down                                               | 7.0                   | 7.0                   | 8.0                   | 22.0             |
| Dance Off |                    |                                                            |                       |                       |                       |                  |
| 1         | Clara & Diego      | Water Dance – Step Up 3D                                   | 8.0                   | 9.5                   | 9.5                   | 27.0             |
| 2         | Tania & Giovanni   | Survivor – Destiny's Child                                 | 7.0                   | 9.5                   | 9.0                   | 25.5             |

### Settimana 9
22 febbraio
Intro: Il mio giorno migliore – Giorgia
| Ordine | Coppia   | Canzone                                                      | Punteggio dei giudici | Punteggio dei giudici | Punteggio dei giudici | Punteggio totale | Totale (S8+S9) |
| Ordine | Coppia   | Canzone                                                      | Tommasini             | Steffens              | Incontrada            | Punteggio totale | Totale (S8+S9) |
| ------ | -------- | ------------------------------------------------------------ | --------------------- | --------------------- | --------------------- | ---------------- | -------------- |
| 1      | Diego    | Smooth Criminal – Michael Jackson                            | 8.0                   | 8.5                   | 9.0                   | 25.5             | 47.5           |
| 2      | Max      | You Should Be Dancing – Bee Gees (La febbre del sabato sera) | 8.0                   | 9.0                   | 7.5                   | 24.5             | 44.0           |
| 3      | Raniero  | Wild Wild West – Will Smith                                  | 6.0                   | 7.0                   | 7.0                   | 20.0             | 41.5           |
|        |          |                                                              |                       |                       |                       |                  |                |
| 4      | Clara    | Single Ladies (Put a Ring on It) – Beyoncé                   | 7.0                   | 8.0                   | 8.5                   | 23.5             | 71.0           |
| 5      | Beatrice | Womanizer – Britney Spears                                   | 8.0                   | 8.5                   | 9.5                   | 26.0             | 67.5           |
| 6      | Claudia  | Scream & Shout – will.i.am ft. Britney Spears                | 10.0                  | 9.0                   | 9.0                   | 28.0             | 72.0           |

### Settimana 10
1 marzo
Intro: Tra palco e realtà – Luciano Ligabue
| Ordine | Coppia             | Canzone                                    | Punteggio dei giudici | Punteggio dei giudici | Punteggio dei giudici | Punteggio totale | Totale (S8+S9+S10) |
| Ordine | Coppia             | Canzone                                    | Tommasini             | Steffens              | Incontrada            | Punteggio totale | Totale (S8+S9+S10) |
| ------ | ------------------ | ------------------------------------------ | --------------------- | --------------------- | --------------------- | ---------------- | ------------------ |
| 1      | Claudia & Max      | Rhythm Is a Dancer – Snap!                 | 7.0                   | 7.0                   | 7.0                   | 21.0             | 93.0               |
| 2      | Clara & Diego      | Final Dance – Step Up Revolution           | 8.0                   | 9.0                   | 8.5                   | 25.5             | 96.5               |
| 3      | Raniero & Beatrice | 4 Minutes – Madonna ft. Justin Timberlake  | 6.0                   | 7.5                   | 7.5                   | 21.0             | 88.5               |
|        |                    |                                            |                       |                       |                       |                  |                    |
| 4      | Claudia            | Billie Jean – Michael Jackson              | 8.0                   | 8.0                   | 9.0                   | 25.0             | 118.0              |
| 5      | Raniero            | They Don't Care About Us – Michael Jackson | 7.0                   | 7.0                   | 8.0                   | 22.0             | 110.5              |
| 6      | Clara              | Rhythm Nation – Janet Jackson              | 8.0                   | 8.5                   | 9.0                   | 25.5             | 122.0              |

### Settimana 11[6]
8 marzo
Intro: Vivere a colori – Alessandra Amoroso
| Ordine | Coppia             | Canzone                                | Punteggio dei giudici | Punteggio dei giudici | Punteggio dei giudici | Punteggio totale | Totale |
| Ordine | Coppia             | Canzone                                | Tommasini             | Steffens              | Incontrada            | Punteggio totale | Totale |
| ------ | ------------------ | -------------------------------------- | --------------------- | --------------------- | --------------------- | ---------------- | ------ |
| 1      | Beatrice           | Bad Romance – Lady Gaga                | 7.0                   | 8.5                   | 8.5                   | 24.0             |        |
| 2      | Max                | Jam – Michael Jackson                  | 9.0                   | 8.5                   | 7.0                   | 24.5             |        |
|        |                    |                                        |                       |                       |                       |                  |        |
| 3      | Raniero            | Men in Black – Will Smith              | 8.0                   | 9.0                   | 8.0                   | 25.0             | 49.0   |
| 4      | Claudia            | Vogue – Madonna                        | 9.0                   | 9.5                   | 9.0                   | 27.5             | 52.0   |
|        |                    |                                        |                       |                       |                       |                  |        |
| 5      | Raniero & Beatrice | My Love – Justin Timberlake            | 8.0                   | 8.0                   | 8.5                   | 24.5             | 73.5   |
| 6      | Claudia & Max      | Lose Control – Missy Elliott ft. Ciara | 7.0                   | 8.5                   | 7.5                   | 23.0             | 75.0   |

### Settimana 12
15 marzo
Intro: medley dei ballerini;
Altre performance: Timor Steffens in Turn Up the Music (Chris Brown); Andrea Delogu e Diego Passoni in Nowadays / Hot Honey Rag (Chicago)
| Ordine | Coppia        | Canzone                                                      | Punteggio dei giudici | Punteggio dei giudici | Punteggio dei giudici | Punteggio totale | Totale |
| Ordine | Coppia        | Canzone                                                      | Tommasini             | Steffens              | Incontrada            | Punteggio totale | Totale |
| ------ | ------------- | ------------------------------------------------------------ | --------------------- | --------------------- | --------------------- | ---------------- | ------ |
| 1      | Diego         | Singin' in the Rain – Gene Kelly (Cantando sotto la pioggia) | 9.0                   | 9.0                   | 9.5                   | 27.5             |        |
| 2      | Claudia       | Ain't No Other Man – Christina Aguilera                      | 9.5                   | 9.0                   | 9.0                   | 27.5             |        |
|        |               |                                                              |                       |                       |                       |                  |        |
| 3      | Clara & Diego | Scream – Michael Jackson ft. Janet Jackson                   | 9.5                   | 10.0                  | 10.0                  | 29.5             | 57.0   |
| 4      | Claudia & Max | Lean On – Major Lazer e DJ Snake ft. MØ                      | 9.5                   | 9.5                   | 9.5                   | 28.5             | 56.0   |
|        |               |                                                              |                       |                       |                       |                  |        |
| 5      | Clara & Diego | WTF (Where They From) – Missy Elliott ft. Pharrell Williams  | 9.0                   | 9.5                   | 10.0                  | 28.5             | 85.5   |
| 6      | Claudia & Max | Rolling in the Deep – Adele                                  | 10.0                  | 9.5                   | 9.5                   | 29.0             | 85.0   |